# Marco Aurélio Borges
Marco Aurélio Borges (São Paulo, 5 de janeiro de 1978) é um atleta paralímpico brasileiro.

## Biografia
Marco Aurélio passou a se interessar por esportes depois de seu acidente em 1998 e teve o primeiro contato com o atletismo em 2004. Ele conquistou a medalha de prata nos Jogos Paralímpicos de Verão de 2020 em Tóquio no arremesso de peso F57.